# Cisla
Cisla è un comune spagnolo di 190 abitanti situato nella comunità autonoma di Castiglia e León.